# كارلا سواريز
كارلا سواريز هي كاتِبة كوبية، ولدت في 28 أكتوبر 1969 في هافانا في كوبا.

## وصلات خارجية
- الموقع الرسمي
- كارلا سواريز على موقع IMDb (الإنجليزية)
- كارلا سواريز على موقع كينوبويسك (الروسية)